# Mount Etna
Mount Etna és una població dels Estats Units a l'estat d'Indiana. Segons el cens del 2000 tenia 110 habitants.

## Demografia
Segons el cens del 2000, Mount Etna tenia 110 habitants, 42 habitatges, i 34 famílies. La densitat de població era de 530,9 habitants/km².
Dels 42 habitatges en un 33,3% hi vivien nens de menys de 18 anys, en un 66,7% hi vivien parelles casades, en un 11,9% dones solteres, i en un 19% no eren unitats familiars. En el 19% dels habitatges hi vivien persones soles l'11,9% de les quals corresponia a persones de 65 anys o més que vivien soles. El nombre mitjà de persones vivint en cada habitatge era de 2,62 i el nombre mitjà de persones que vivien en cada família era de 3.
Per edats la població es repartia de la següent manera: un 24,5% tenia menys de 18 anys, un 6,4% entre 18 i 24, un 26,4% entre 25 i 44, un 28,2% de 45 a 60 i un 14,5% 65 anys o més.
L'edat mediana era de 38 anys. Per cada 100 dones de 18 o més anys hi havia 84,4 homes.
La renda mediana per habitatge era de 37.500 $ i la renda mediana per família de 42.500 $. Els homes tenien una renda mediana de 29.167 $ mentre que les dones 22.500 $. La renda per capita de la població era de 13.421 $. Entorn del 6,3% de les famílies i el 10,7% de la població estaven per davall del llindar de pobresa.

## Poblacions més properes
El següent diagrama mostra les poblacions més properes.